# شوکانی
محمد بن علی بن محمد شوکانی ملقب بـه بدرالدین شوکانی از عالمان و فقیهان اهل سنت و از بزرگان عالمان یمنی است. در ۱۱۷۳ ه‍.ق در شوکان یمن متولد شد. در سال ۱۲۲۹ ه‍.ق به قضاوت اشتغال یافت و تا مرگش در سال ۱۲۵۰ ه‍.ق بر آن منصب بود. برخی از آثار او عبارتند از:
1. نیل الأوطار فی الحدیث
2. فتح القدیر فی التفسیر
3. البدر الطالع بمحاسن من بعد القرن التاسع
4. ٳرشاد الفحول إلی إلی تحقیق الحق من علم الاصول
5. ابطال دعوی الإجماع فی تحرم مطلق السماع
6. شرح الصدور بتحریم رفع القبور
7. إرشاد الثقات إلی إتفاق الشرائع علی التوحید والمعاد والنبوات
8. تحفة الذاکرین بعدة الحصن الحصین من کلام سید المرسلین
9. رفع الباس عن حدیث النفس و الهم و الوسواس
10. السیل الجرار
11. البدر الطالع بمحاسن من بعد القرن السابع
12. السیل الجرار المتدفق علی حدائق الأزهار
13. الأدلة الرضیة لمتن الدرر البهیة فی المسائل الفقهیة
14. إرشاد الغبی إلی مذهب أهل البیت فی صحب النبی
15. إرشاد الثقات إلی إتفاق الشرائع علی التوحید والمعاد والنبوات
16. الفتح الربانی من فتاوی الإمام الشوکانی
17. بلوغ المنی فی حکم الاستمناء
18. الدراری المضیة شرح الدرر البهیة
19. القول الجلی فی حکم لبس النساء للحلی
20. رفع الالتباس لفوائد حدیث ابن عباس
21. رسالة فی حکم التصویر
22. در السحابة فی مناقب القرابة والصحابة
23. الدر النضید فی إخلاص کلمة التوحید
24. وبل الغمام علی شفاء الأوام
25. الفوائد المجموعة فی الأحادیث الموضوعة
26. السیل الجرار المتدفق علی حدائق الأزهار
27. الدواء العاجل فی دفع العدو الصائل
28. وبل الغمام علی شفاء الأوام
29. أدب الطلب ومنتهی الأرب
30. القول المفید فی أدلة الاجتهاد والتقلید
31. السلوک الإسلامی القویم
32. تحفة الذاکرین بعدة الحصن الحصین
33. التحف فی مذاهب السلف
34. السیل الجرار
35. البحث المسفر عن تحریم کل مسکر ومفتر
36. الدر النضید فی إخلاص کلمة التوحید